# Platystictidae
Platystictidae zijn een familie van juffers (Zygoptera), een van de drie suborden der libellen (Odonata). De familie telt 10 beschreven geslachten en 270 soorten.

## Taxonomie
De familie kent de volgende geslachten:
- Ceylonosticta Fraser, 1931
- Drepanosticta Laidlaw, 1917
- Indosticta Bedjanic, 2016
- Palaemnema Selys, 1860
- Platysticta Selys, 1860
- Protosticta Selys, 1885
- Sinosticta Wilson, 1997
- Sulcosticta van Tol, 2005
- Telosticta Dow & Orr, 2012
- Yunnanosticta Dow & Zhang, 2018